# Alain Carminati
(Alain Carminati)
Alain Carminati (Champagnole, 17 agosto 1966) è un ex rugbista a 15 e imprenditore francese.
Attivo principalmente nel rugby a 15 (militò per nove anni in Nazionale), fu per un tempo più limitato anche nel rugby a 13.

## Biografia
Proveniente dal Béziers, con la squadra dell'Hérault esordì in campionato, vincendo il titolo nazionale francese nel 1986.
Quello stesso anno esordì in Nazionale contro la Romania e, l'anno successivo, prese parte alla Coppa del Mondo di rugby 1987 in Australia e Nuova Zelanda, nel corso della quale la Francia giunse fino alla finale, poi persa contro gli All Blacks.
Fu proprio contro tale selezione, nel corso di un test match del 1989 a Wellington, che Carminati si guadagnò il soprannome di Carminator, gioco di parole costruito sul noto personaggio di Terminator: al suo primo placcaggio costrinse due avversari neozelandesi a uscire dal campo per farsi medicare.
Disputò tre tornei consecutivi del Cinque Nazioni dal 1988 al 1990 con due vittorie.
Al Castres dal 1990 al 1994 vinse un nuovo titolo francese, nel 1993; nel 1995 disputò i suoi ultimi match internazionali con la Francia, a distanza di 5 anni dalla più recente convocazione.
Al Brive dal 1994 al 1996, ebbe anche un'esperienza nel rugby a 13 con il XIII Catalan di Perpignano.
Dopo un biennio di ritorno al Béziers, durante il quale si infortunò gravemente a un ginocchio, passò al club rivale del Narbona, firmando il contratto quando ancora era inabile a scendere in campo; il ritorno avvenne nell'aprile del 2000.
Da dopo il ritiro dall'attività, Carminati gestisce un'azienda di abbigliamento per l'infanzia.

## Palmarès
- Campionati francesi: 2
Béziers: 1985-86
Castres: 1992-93